# Судебник Мхітара Гоша
Судебник Мхітара Гоша (вірм. Մխիթար Գոշի դատաստանագիրք) — збірник феодального права Вірменії. Складено Мхітаром Гошем у кінці XII століття, у ньому встановлені принципи і порядок судочинства.
Написаний давньовірменською мовою, що відрізняється лаконізмом, цей кодекс використовувався у Вірменії і в Кілікії. До складу цього зводу, без будь-якої системи і керівної нитки, увійшли, крім законів Східної Римської імперії (Візантії), вірменські національні звичаї, канони вірменської церкви, закони Мойсея. Згодом до нього були приєднані роботи інших авторів, наприклад переклад сирійсько-римських законів, що не належить Мхітару Гошу. Якоїсь строгої системи в судебнику немає, теоретичні міркування поєднуються зі загальними міркуваннями, нормами права та їх тлумаченням.